# Therobia composita
Therobia composita là một loài ruồi trong họ Tachinidae.